# Efeitos do uso de inseticidas na saúde humana

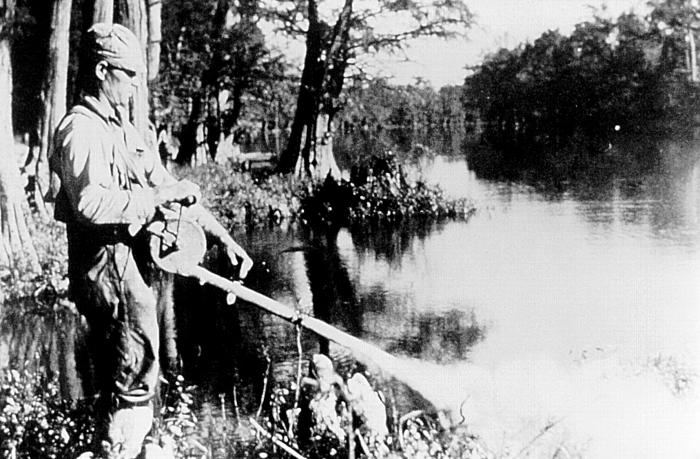
A pulverização de inseticidas, de acordo com alguns estudos, pode ter efeitos carcinógenos. Contudo, não há consenso em relação entre inseticidas e câncer.

A relação de inseticidas e câncer, assim como a dos celulares com a mesma doença, tem sido alvo de amplo debate na comunidade científica, ainda que não haja consenso. Estudos indicam que fungicidas como o hexaclorobenzeno (BHC) e inseticidas como o DDT podem ser cancerígenos.